# 让西乌-皮日罗勒
让西乌-皮日罗勒（法語：Gentioux-Pigerolles，法語發音：[ʒãsju piʒʁɔl]）是法国克勒兹省的一个市镇，属于欧比松区。该市镇于1972年由原市镇让西乌（Gentioux）和皮日罗勒（Pigerolles）合并而成。

## 地名
该地名“Gentioux-Pigerolles”发音为[ʒãsju piʒʁɔl]，其中“Gentioux”发音为[ʒãsju]（字母“t”的发音同attention [atɑ̃sjɔ̃]）而非[ʒãtju]，《世界地名译名词典》将其误译作“让蒂乌-皮日罗勒”。

## 地理
让西乌-皮日罗勒（45°47'4"N, 1°59'39"E）面积79.29 平方千米，位于法国新阿基坦大区克勒兹省，该省份为法国中部省份，位于法國中央高原西北部，北起安德尔省和谢尔省，西接维埃纳省，南至科雷兹省，东临多姆山省，东北与阿列省接壤。
与让西乌-皮日罗勒接壤的市镇（或旧市镇、城区）包括：佩尔勒瓦德、福拉蒙塔涅、费尼耶、日乌、拉努阿耶、瓦西维耶尔湖畔鲁瓦耶尔、圣马克阿卢博。
让西乌-皮日罗勒的时区为UTC+01:00、UTC+02:00（夏令时）。

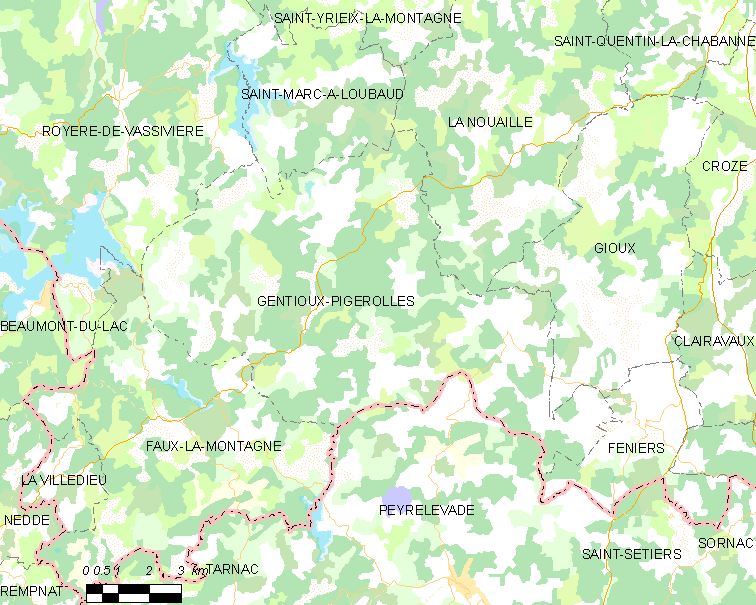
让西乌-皮日罗勒的OSM定位图

## 行政
让西乌-皮日罗勒的邮政编码为23340，INSEE市镇编码为23090。

## 政治
让西乌-皮日罗勒所属的省级选区为费勒坦县。

## 人口

1962-2008年间让西乌-皮日罗勒人口变化图示

让西乌-皮日罗勒于2022年1月1日时的人口数量为371人。